# 久米崇聖会
久米崇聖会（くめそうせいかい）は、12世紀以降の明や清の時代に現在の中国福建省から琉球王国に渡来し、久米村(クニンダ)に定住していた華僑(久米三十六姓)の子孫による親睦団体。沖縄県那覇市に本部がある。

## 概要
那覇市から無償貸与されている土地に建立された久米至聖廟（孔子廟）などの維持管理をしている。
篠原章は、公費による至聖廟の移設新築に必然性はなく、公園増設名目で市税や県税、国からの一括交付金を崇聖会への利益供与に転用したとの疑惑を呈している。
那覇地裁は、2018年4月13日に久米至聖廟を「宗教的性格を色濃くもつ施設」と認定した上で、「憲法が禁止する地方公共団体による宗教的活動にも該当する」として、土地の無償貸与は無効とした。
最高裁大法廷は、2021年2月24日に政教分離を規定した憲法20条3項に違反するとして、市長による公園使用料の全額免除措置の無効と、土地の利用料の請求を命じる違憲判決を出した（孔子廟訴訟）。

## 久米三十六姓の門中
門中とは、血縁団体のことである。
- 蔡氏(蔡氏門中会)
- 程氏
- 鄭氏(鄭氏会)
- 林氏
- 金氏
- 毛氏(久米國鼎会)
- 紅氏
- 楊氏
- 魏氏
- 陳氏
- 梁氏(久米梁氏呉江会)
- 阮氏(沖縄阮氏我華会)
- 王氏(王姓門中会)